# Gran Premio Nacional (Derby Uruguaio)
Gran Premio Nacional, conhecido como Derby Uruguaio é uma prova de turfe disputada desde o ano de 1880 no Hipódromo de Maroñas, Montevidéu. Seu percurso é de 2.500 metros e destina-se a thoroughbreds de 3 anos. É disputada em novembro. É parte da Tríplice Coroa Uruguaia.
É a segunda prova em importância do turfe uruguaio.